# Qamea

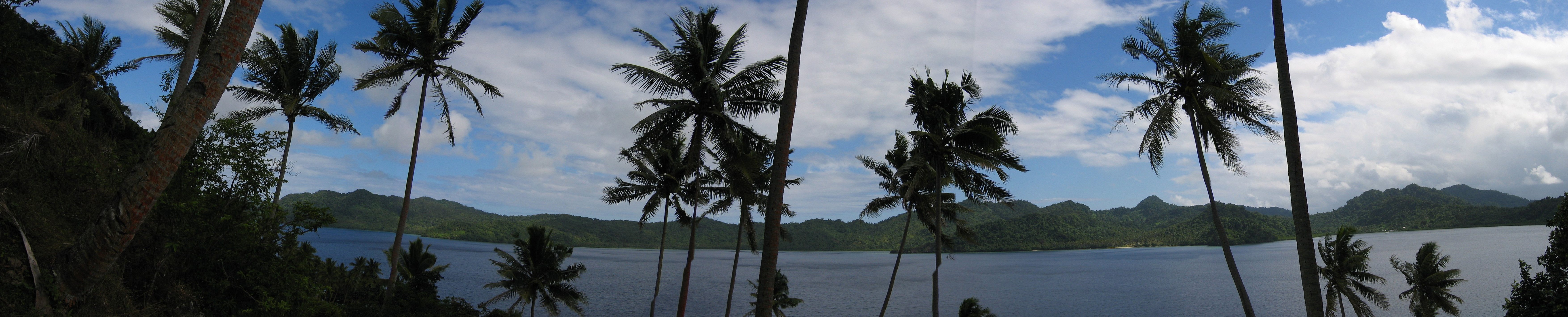
Qamea fotograferad från grannön Matagi

Qamea är en av Fijis öar i ögruppen Vanua Levu-öarna. Qamea har en yta på cirka 34 km² ligger öster om den större ön Taveuni.